# Senso
 Senso és una pel·lícula italiana dirigida per Luchino Visconti estrenada el 1954, rodada a Verona i treta d'una obra de Camillo Boito (1883). Ha estat doblada al català.

## Argument[2]
El 1866, a la ciutat de Venècia, que és encara sota control austríac, mentre Itàlia està a punt de la unificació, una manifestació nacionalista italiana interromp una representació de l'òpera El trobador a La Fenice. El seu organitzador, el marquès Roberto Ussoni, membre del moviment revolucionari clandestí, provoca en duel un oficial de l'exèrcit austríac d'ocupació, Franz Mahler, que s'ha burlat de la manifestació. La comtessa Livia Serpieri, cosina d'Ussoni, del qual comparteix les conviccions, al contrari del seu marit, intenta persuadir el tinent Mahler de no acceptar el combat. El problema del duel és llavors resolt per la sortida cap a l'exili d'Ussoni, les activitats revolucionàries del qual han estat denunciades. Encara que sospiti al principi de Mahler de ser responsable de la denúncia, i malgrat els remordiments en trair el seu marit, Livia s'enamora apassionadament pel tinent i es converteix en la seva amant.
La parella es troba regularment en una cambra moblada. Un dia, havent esperat Franz en va, Livia va a la recerca del seu amic. Va a l'allotjament que comparteix Mahler amb camarades, on s'assabenta pels altres soldats de la reputació de tronera del seu amant. Desesperada per l'abandó de Franz, la comtessa marxa de Venècia cap a Aldeno en companyia del seu marit, que espera quedar protegit de les conseqüències eventuals de la guerra que acaba de ser declarada entre Àustria i Prussia, aliada d'Itàlia. Porta amb ella una important suma de diners per lliurar a les tropes italianes d'alliberament, que Ussoni, que ha tornat a Venècia, ha insistit a confiar-li.
Mentre tenen lloc les batalles, Livia oblida a poc a poc el tinent Mahler. Tanmateix, quan Franz la troba i li afirma que només la voluntat de resistir al seu amor que creix per a ella l'ha empès a interrompre les seves cites, l'amor que li porta Livia reneix i Mahler aconsegueix fins i tot persuadir la comtessa de donar-li una part important dels diners a transmetre als patriotes italians, per tal que pugui corrompre un metge de l'exèrcit.
Marxant a Verona per unir-se al seu regiment, el tinent Mahler informa per carta Livia que ha estat reformat i li dona la seva nova adreça, demanant-li tanmateix que no hi vagi. Tanmateix, boja per inquietud de l'avenç cap a Vérone de les tropes italianes, Livia marxa a trobar el seu amant, abandonant sense penediment el seu marit i tot el que ha constituït la seva vida passada.
Mentre que Ussoni troba la mort a la batalla de Custoza (1866), severa derrota italiana, la comtessa arriba fins al tinent Mahler, que troba ebri i en companyia d'una prostituta. En un discurs amarg i cruel, Franz denuncia la seva pròpia covardia i la ceguesa de Livia. Reconeix ser en particular responsable de la condemna a l'exili del marquès Ussoni. Davant les burles del seu amant, la comtessa fuig i va al quarter general de l'exèrcit austríac, on denuncia Mahler com a desertor. Malgrat el fàstic que té per a la delació, el general fa afusellar el tinent i la pel·lícula s'acaba amb la imatge de Livia xisclant el nom del seu amant pels carrers de Verona, enmig dels austríacs que celebren en l'embriaguesa la victòria del seu exèrcit.

## Repartiment
- Alida Valli: La Comtessa Livia Serpieri
- Farley Granger: Franz Mahler
- Massimo Girotti: Roberto Ussoni
- Rina Morelli: Lora, la governanta
- Heinz Moog: El comte Serpieri
- Christian Marquand: Un Oficial
- Sergio Fontani: Luca
- Tino Bianchi: el capità Meucci
- Ernst Nadherny: El comandant de la place de Vérone

I, entre els actors que no surten als crèdits :
- Jean-Pierre Mocky: Un soldat
- Marcella Rovena

## Al voltant de la pel·lícula
- El gran operador Aldo Graziati, anomenat G.-R. Aldo, que havia fotografiat La terra tremola  el 1948, va morir d'un accident de cotxe el 14 de novembre de 1953, en el transcurs del rodatge de Senso . Francesco Rosi i Franco Zeffirelli, ajudants de direcció, van proposar reemplaçar-lo per Giuseppe Rotunno que, sobretot, des de feia un any, havia treballat al seu costat en altres pel·lícules. Visconti no hi tenia confiança i només per defecció del gran director de fotografia Robert Krasker Rotunno va poder filmar l'execució final i el viatge en carrossa de la comtessa Serpieri (Alida Valli). Com a encoratjament, el cineasta l'havia previngut: "No esperis cap ajuda de la meva part, fes veure el que saps fer" ! (Laurence Schifano: Visconti: Una vida exposada , Flammarion)
- L'obra sencera i, almenys, la seqüència d'obertura de Senso, filmada a l'escenari de la Fenice de Venècia - el pas del 3r acte del Trobador de Giuseppe Verdi, on Manrico renuncia a Leonora per salvar la seva mare de la sentència de mort proferida al seu encontre pel comte de Luna, i el cor que té lloc a continuació -, hauria, segons Franco Zeffirelli, col·laborador de Luchino Visconti, trobat la seva inspiració en aquesta memorable vesprada del 2 de febrer 1953, donada a la Scala de Milà, en la qual Maria Callas, egéria del cineasta, interpretava Leonora. Descriu així aquesta representació al qual va ajudar, en companyia de Luchino Visconti: "Al començament del quart acte, quan la soprano arriba al davant de l'escena, per oferir al públic el seu cant, el cant de la dona sola en la nit, prop de la torre on el seu estimat és pres, la impressió era verdaderament extraordinària, trasbalsadora. Aquesta impressió va suggerir probablement a Visconti el que avui és una pel·lícula que es diu Senso.
- El desenllaç de la pel·lícula - l'execució de Franz Mahler -, que no corresponia de cap manera al desig de Luchino Visconti, va ser rodada no a Verona, que l'equip ja havia deixat, sinó al Castell de Sant'Angelo a Roma.

## Comentari
Visconti es va inspirar per realitzar Senso en una notícia publicada el 1883 per l'arquitecte i escriptor italià Camillo Boito (1836-1914). L'obra de Boito es presenta sota la forma del diari íntim de la comtessa Livia Serpieri que, als trenta-nou anys, conta la història d'amor que ha viscut, setze anys abans, amb el tinent austríac Remigio Ruz (rebatejat Franz Mahler a la pel·lícula, en honor del compositor Gustav Mahler. Visconti ha conservat l'estructura de la notícia i la forma narrativa a la primera persona, però la seva pel·lícula presenta grans diferències amb l'obra original, en particular en el tractament del personatge de la comtessa i en el del segon pla històric. A Boito, Livia Serpieri és una dona antipàtica, que no recerca més que un plaer egoista i sensual en la seva relació amb el tinent Ruz, començada algunes setmanes només després del seu matrimoni, mentre Visconti presenta la comtessa com la víctima desgraciada d'una passió irresistible per un home més jove que ella. El context històric del Risorgimento, secundari a la novel·la, es converteix en un element essencial de la pel·lícula de Visconti, portadora d'un missatge polític. Així, el cineasta crea el personatge d'Ussoni i fa de la seva comtessa una ardent patriota italiana implicada en la lluita per a la independència, mentre la de Boito és favorable als austríacs.
Una altra adaptació cinematogràfica, més fidel a l'obra de Boito, Senso 45, ha estat dirigida el 2002 per Tinto Brass.
Quart llargmetratge de Visconti, Senso va rebre de la crítica una acollida no entusiasta. Es va retreure en particular al realitzador que hagués abandonat el neorealisme de les seves tres precedents pel·lícules (Els amants diabòlics, La terra tremola i Bellissima ) per dirigir el seu interès cap a les altes esferes de la societat. La pel·lícula va tenir un cert èxit amb el públic, però es va revelar malgrat tot deficitària de manera que, segons la guionista Suso Cecchi D'Amico, Visconti no va trobar productor a punt per finançar el seu projecte següent, la pel·lícula Les nits blanques.
Senso  és un incontestable èxit estètic: una gran cura ha estat aportada als vestits i als decorats, totes les escenes són admirablement enquadrades i els colors vius del Tecnicolor així com l'ús de milers de figurants contribueixen a fer d'aquesta reconstitució històrica una pel·lícula de gran espectacle, que ateny el seu cènit en el transcurs de l'escena de la batalla de Custoza. Els actors principals ells, Alida Valli i Farley Granger, que reemplacen Ingrid Bergman i Marlon Brando, amb qui hauria desitjat rodar Visconti, són models de bellesa.
El contingut moral i filosòfic de la pel·lícula és per contra molt més fosc. Com ho farà de nou en Il gattopardo  el 1963, Visconti presenta a Senso  el declivi d'una classe social, l'aristocràcia, en el context de la unificació italiana: el tinent austríac és covard i amoral mentre Livia Serpieri, encegada pels seus sentiments, és llastimosa. La visió que ens dona aquí Visconti de la passió amorosa és igualment molt pessimista: extrem fins a l'absurd, el seu amor pel tinent Mahler porta la comtessa a trair els seus ideals, tant morals com polítics, i la porta fins i tot, al final de la pel·lícula, a la vora de la bogeria. Des d'aquest punt de vista, Senso no és l'única obra de Visconti: La caduta degli dei o Morte a Venezia  descriuen igualment relacions amoroses desequilibrades, bé que menys extremes.
El segon pla històric confereix a més a més a la pel·lícula un sentit polític. Visconti hi conta la batalla de Custoza, perduda el 24 de juny de 1866 per les tropes independentistes italianes devant de l'exèrcit austríac, malgrat el fort avantatge numèric italià. Segons Visconti, aquesta derrota va ser encara més tràgica en la mesura que va ser inútil, Àustria va capitular davant de Prussia un mes més tard i abandonar el Veneto. El cineasta ha volgut mostrar que Custoza era la derrota d'una classe social, que havia combatut sola: a part de l'escena de la manifestació a l'òpera amb la que s'obre la pel·lícula, la lluita per a la independència no és descrita com un moviment popular, sinó com un combat d'una capa de la societat italiana en el qual el poble no participa.
També es pot veure a través d'aquesta pintura de la derrota de Custoza una al·lusió a l'esvaïment de les esperances de revolució comunista després de l'Alliberament d'Itàlia, sent el mateix Visconti un comunista convençut.
Per aquesta raó potser, la pel·lícula va tenir problemes amb la censura. El títol que volia en principi posar-li Visconti, "Custoza", va ser rebutjat, amb el motiu que Itàlia, en acabar la Segona Guerra mundial, no necessitava recordar les seves derrotes, i l'escena final va haver de ser rodada de nou: el final previst per Visconti, qui ensenyava l'alegria d'un petit soldat austríac ebri xisclant "Visca Àustria" va ser reemplaçada per l'espectacle, més moral, de l'execució de Franz.

## Premis i nominacions

### Nominacions
- 1954: Lleó d'Or al Festival Internacional de Cinema de Venècia per Luchino Visconti